# Maureen (Vorname)
Maureen ist ein englischer weiblicher Vorname. Er ist eine anglisierte Form vom irischen Máirín, einem Diminutiv und einer Koseform von Mary / Maria.

## Namensträgerinnen
- Maureen Bisilliat (* 1931), in England geborene brasilianische Fotografin
- Maureen Caird (* 1951), australische Leichtathletin und Olympiasiegerin
- Maureen Carroll (* 1953), kanadische Archäologin
- Maureen Connolly (1934–1969), US-amerikanische Tennisspielerin
- Maureen Drake (* 1971), kanadische Tennisspielerin
- Maureen Flannigan (* 1973), US-amerikanische Schauspielerin
- Maureen Forrester (1930–2010), kanadische Opernsängerin in der Stimmlage Alt
- Maureen T. Hallinan (1940–2014), US-amerikanische Soziologin
- Maureen Havlena (* 1973), deutsche Schauspielerin
- Maureen Hiron (1942–2022), britische Bridge-Spielerin, Buchautorin und Spieleentwicklerin
- Maureen Hunter (* 1948), kanadische Schriftstellerin
- Maureen Johnson (* 1973) ist eine US-amerikanische Autorin von Jugendromanen
- Maureen Kelly (1956–2008), US-amerikanische Schauspielerin und Showgirl
- Maureen Kerwin (* 1949), französische Schauspielerin
- Maureen Koster (* 1992), niederländische Leichtathletin (Mittel- und Langstreckenlauf)
- Maureen Lander (* 1942), neuseeländische Multimedia-Installationskünstlerin, Weberin und Hochschullehrerin
- Maureen McCormick (* 1956), US-amerikanische Schauspielerin
- Maureen McGovern (* 1949), US-amerikanische Sängerin und Schauspielerin
- Maureen F. McHugh (* 1959), US-amerikanische Science-Fiction-Autorin
- Maureen Nisima (* 1981), französische Degenfechterin und Weltmeisterin 2010
- Maureen O’Brien (* 1943), britische Schauspielerin und Schriftstellerin
- Maureen O’Hara (1920–2015), irische Filmschauspielerin und Sängerin mit US-amerikanischer Staatsbürgerschaft
- Maureen O’Sullivan (1911–1998) war eine irisch-US-amerikanische Schauspielerin
- Maureen Stapleton (1925–2006), US-amerikanische Schauspielerin
- Maureen Swanson (1932–2011), britische Schauspielerin
- Maureen Teefy (* 1953), US-amerikanische Schauspielerin
- Maureen Tucker (* 1944), US-amerikanische Musikerin und Songwriterin
- Maureen Waaka (1942–2013), Miss Neuseeland (1962) und neuseeländische Politikerin

Zweitname
- Maisha-Maureen Auma (* 1973), deutsche Erziehungs- und Genderwissenschaftlerin

## Nachweise
1. ↑  https://www.behindthename.com/name/maureen